# Seoul Spring
Pour plus de détails, voir Fiche technique et Distribution.
Seoul Spring (서울의 봄, Seoul-ui bom) est un film sud-coréen réalisé par Kim Seong-su, sorti en 2023. Inspiré du coup d'État du 12 décembre 1979 qui a conduit à la prise de pouvoir par Chun Doo-hwan, le film est vu par plus de 12 millions de spectateurs en Corée.

## Fiche technique
- Titre : Seoul Spring
- Titre original : 서울의 봄 (Seoul-ui bom)
- Réalisation : Kim Seong-su
- Scénario : Hong In-pyo, Hong Won-Chan, Kim Seong-su, Lee Young-jong
- Musique : Lee Jaejin
- Photographie :
- Montage : Kim Sang-bum
- Production : Kim Jin-woo, Kim Won-guk, Lee Yoong-soo
- Société de production : Hive Media, Plus M Entertainment
- Pays :  Corée du Sud
- Genre : film historique, drame
- Durée : 141 minutes
- Dates de sortie : 
  -  Corée du Sud : 22 novembre 2023

## Distribution
- Hwang Jeong-min : Chun Doo-gwang
- Jeong Woo-seong : Lee Tae-shin

## Accueil
Au 1er janvier 2024, le film avait enregistré plus de 12 millions de spectateurs.